# Technisches Regelwerk Wasserstraßen
Das Technische Regelwerk Wasserstraßen (TR-W) gibt einen Überblick über die im Verkehrswasserbau in Deutschland geltenden technischen Regeln und Normen. Besondere Relevanz hat das Verzeichnis deswegen für die Wasser- und Schifffahrtsverwaltung des Bundes (WSV).

## Verfügbarkeit
Das TR-W wird vom für Verkehr zuständigen Ministerium herausgegeben, bereitgestellt wird das Regelwerk durch die Bundesanstalt für Wasserbau in Karlsruhe. Seit 2013 wird das TR-W elektronisch über die Verkehrswasserbauliche Zentralbibliothek bereitgestellt. Der Zugang ist kostenfrei.

## Bestandteile
Folgende Abschnitte umfasst das TR-W:
1. Wasserstraßenspezifische Liste Technischer Baubestimmungen (WLTB): Die WSV hat für die Einhaltung von Standards auf allen deutschen Wasserstraßen Verantwortung. Das WLTB definiert diese Anforderungen etwa im Bereich der Sicherheit.
2. Technische Regeln für Bauprodukte und Bauarten – Bauregellisten A und B sowie Liste C: Definiert die Zulassung von Baustoffen im Wasserbau.
3. Standardleistungskatalog (STLK)/Standardleistungsbuch für das Bauwesen (STLB-Bau)
4. Zusätzliche Technische Vertragsbedingungen – Wasserbau (ZTV-W): Definiert wasserbauspezifische vertragliche Zusatzbedingungen.
5. Technische Lieferbedingungen/Technische Prüfvorschriften (TL/TP): Definiert die Anforderungen an Baustoffe und ihre Prüfung im Wasserbau.
6. Verzeichnisse von Zulassungen, geprüften Stoffen und anerkannten Prüfstellen: Listet zugelassene Bauprodukte auf.
7. Richtlinien, Merkblätter, Empfehlungen: In der Regel verwaltungsinterne technische Regeln.
8. Eurocodes: Europäische Normreihe EN 1990 bis 1999.
9. Sonstige Regelungen.
10. Verfügungen Generaldirektion Wasserstraßen und Schifffahrt (GDWS).